# Отакар Шевчик
Отакар Йосипович Шевчик (чеськ. Otakar Ševčík, 22 березня 1852, Гораждьовіце, Чехія — 18 січня 1934, Пісек, Чехія) — чеський скрипаль, композитор і музичний педагог.

## Біографія
У 1870 закінчив Празьку консерваторію, був її професором у різні роки (1892—1906, 1919—1921).
Гастролював і жив в Україні. Брав участь у концертах Київського відділення Російського музичного товариства, у тому числі в ансамблях з М. Лисенком. Викладав в українських музичних закладах:
- 1874—1875 — у Харківському музичному училищі;
- 1875—1892 — у Київському музичному училищі.

Серед його учнів — скрипаль, диригент, військовий капельмейстер, відомий київський музичний педагог К. Воут та відомий чеський скрипаль Франтішек Ступка.

## Праці
Видав праці зі скрипкового виконавства:
- «Школа скрипкової техніки» (ч. 1—4, 1883),
- «Школа смичкової техніки» (1903) та ін.

Автор творів для скрипки (зокрема, «Чеські танці та наспіви»).

## Учні
М. Сікард, М. Сербулов, М. Захаревич, О. Шмулер, Р. Глієр, І. Крижановський, І. Паліцин.